# Analisador de espectro

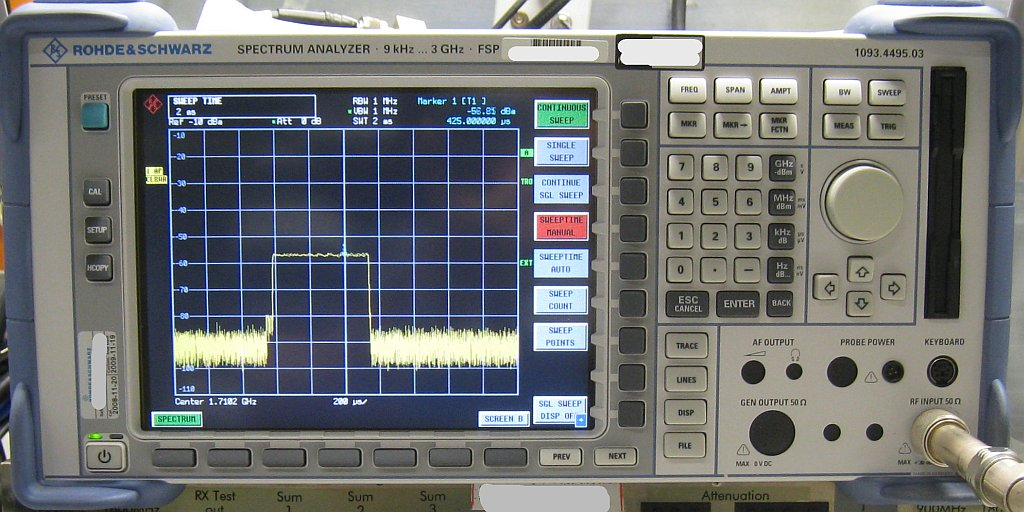
Analisador de espectro Rohde & Schwarzr

O Analisador de espectro é um instrumento eletrônico utilizado para se conhecer as componentes harmônicas de sinais elétricos. Tais componentes podem ser de frequências e amplitudes diferentes, espalhadas no espectro de frequências. O sinal de entrada que os analisadores de espectro mais comuns medem é elétrico; no entanto, composições espectrais de outros sinais, como ondas de pressão sonora e ondas ópticas de luz, podem ser consideradas através do uso de um transdutor apropriado. Existem analisadores de espectro para outros tipos de sinais, como analisadores de espectro óptico que usam técnicas ópticas diretas, como um monocromador, para fazer medições. Muitos analisadores de espectro são digitais e a partir da amostragem digital dos sinais empregam algoritmos de FFT e DFT para decompor o sinal em seus componentes espectrais.
O uso primário é medir a potência do espectro de sinais, ao analisa-los pode-se observar frequência dominante, potência, distorção, harmônicos, largura de banda e outros componentes espectrais de um sinal que não são facilmente detectáveis nas formas de onda no domínio do tempo, por isso é usado o domínio da frequência. 

## História
Os primeiros analisadores de espectro, na década de 1960, eram instrumentos sintonizados. Após a descoberta da transformada rápida de Fourier (FFT) em 1965, os primeiros analisadores baseados em FFT foram introduzidos em 1967.
Atualmente, existem três tipos básicos de analisador: o analisador de espectro sintonizado, o analisador vetorial de sinais e o analisador de espectro em tempo real.

## Tipos
Os tipos de analisadores de espectro são diferenciados pelos métodos utilizados para obter o espectro de um sinal. Existem analisadores de espectro baseados em "swept-tuned", ou varredura rápida(SA), baseados em "vector signal analyzer", ou analisador de sinal vetorial (VSA) e em "real-time spectrum analyzer", ou analisador de espectro em tempo real (RTSA):
- As SAs ajustadas por varredura cobrem uma faixa de alguns hertz a centenas de gigahertz com mixagem externa. Os analisadores de espectro eram instrumentos de varredura, ideais para analisar os sinais contínuos analógicos simples que compuseram a indústria de RF até o final da década de 1970.
- O VSA, analisador de sinal vetorial do inglês vector signal analyzer, também pode pós-processar dados de amostras de tempo digitalmente no domínio da frequência usando a transformada rápida de Fourier (fast Fourier transform)(FFT).
- O RTSA a conversão inversa e a digitalização da parte dianteira do RTSA são semelhantes às do VSA. A principal diferença entre o VSA e o RTSA ocorre no processamento DSP após a digitalização do sinal. O RTSA incorpora alguns componentes de processamento de sinal em tempo real que não são encontrados no VSA. Diferentemente do VSA, o RTSA converte os dados amostrados no tempo no domínio da frequência em tempo real, antes da captura do. Isso permite uma pré-análise do espectro do sinal antes de acionar uma captura na memória.